# The Final Judgment (film 1913)
The Final Judgment è un cortometraggio muto del 1913 diretto da Archer MacMackin.

## Trama
Nel Klondike del 1899, due giovani - Brandon e McCormick - sono entrambi innamorati di Edna Wallace. Lei accetta di sposare Brandon ma, qualche anno dopo, il matrimonio è in crisi. McCormick, il corteggiatore respinto, cerca di aiutare l'amico, diventato un alcolizzato, a non rovinarsi. Però i due giungono alle mani perché Brandon crede erroneamente che la moglie lo tradisca con McCormick. Ferito il supposto rivale con un colpo di pistola, Brandon - convinto di averlo ucciso - prende il piccolo William, il figlio avuto da Edna, e fugge con lui a New York. La donna, allora, parte anche lei alla loro ricerca.
Passano gli anni. Un giorno McCormick - che nel frattempo è diventato l'editore di un giornale - sorprende Brandon che sta rubando nel suo appartamento. Il vecchio amico, vedendo quello che crede essere il fantasma dell'uomo che ha ucciso quindici anni prima, muore di infarto. McCormick gli trova addosso un documento che gli permetterà di ritrovare William, il bambino scomparso. Questo è diventato adulto e frequenta una scuola militare. L'editore gli offre un lavoro come reporter. Assistendo a un incendio, il giovane giornalista salva da un edificio in fiamme una donna. Quando McCormick si reca in ospedale per visitare la superstite, riconosce in lei Edna: senza saperlo, William ha salvato la propria madre.

## Produzione
Il film fu prodotto dalla Essanay Film Manufacturing Company.

## Distribuzione
Distribuito dalla General Film Company, il film - un cortometraggio in due bobine - uscì nelle sale cinematografiche USA il 9 giugno 1913.